# Chuck Dixon
Chuck Dixon (ur. 14 kwietnia 1954 w Filadelfii) – amerykański twórca komiksów, najbardziej znany z pracy nad postacią Punishera w wydawnictwie Marvel Comics oraz postaciami Batmana, Nightwinga i Robina w wydawnictwie DC Comics w latach 90. XX wieku oraz na początku XXI wieku.

## Życiorys
Urodził się w dzielnicy Filadelfii West Philadelphia w stanie Pensylwania, a dorastał w dzielnicy Upper Darby. Już od dziecka miał uwielbiam komiksy. W 1972 ukończył Upper Darby High School.
Wczesną pracą komiksową Chucka Dixona było pisanie scenariusza Evangeline dla Comico Comics w 1984, a następnie dla First Comics. Redaktor Larry Hama zatrudnił go do pisania historii zapasowych dla Savage Sword of Conan wydawnictwa Marvel Comics. Ostatecznie jego scenariusze dla postaci Conana stały się głównymi. Przyczynił się również do rozwoju historii w redagowanym przez Hamę restarcie komiksowej antologii Savage Tales, do której ilustracje stworzył John Severin.
W sierpniu 1990 ukazała się powieść graficzna The Punisher: Kingdom Gone, do której stworzył scenariusz. Skłoniło go to do pracy nad miesięcznikiem „The Punisher War Journal”, a później nad innymi tytułami Punishera, a także zwróciła na niego uwagę redaktora DC Comics Dennisa O'Neila, który poprosił go i Toma Lyle'a o stworzenie miniserii Robina. Okazała się ona na tyle popularna, że doczekała się dwóch sequeli – The Joker's Wild (1991) i Cry of the Huntress (1992).
Chuck Dixon pisał scenariusze do Detective Comics od nr 644 (maj 1992) do nr 738 (listopad 1999). Pracował również nad serią Batman: Knightfall, Batman: KnightsEnd – przy których pomógł stworzyć kluczową postać Bane'a – a także Batman: Contagion, Batman: Legacy, Batman: Cataclysm i Batman: No Man's Land. Dixon i Lyle wspólnie stworzyli postać Electrocutionera w Detective Comics #644 (maj 1992) i Stephanie Brown w Detective Comics #647 (sierpień 1992). Dużą część jego późniejszych historii zilustrował Graham Nolan.
Był najbardziej płodnym scenarzystą komiksów o Batmanie w latach 90. Oprócz pisania Detective Comics był także pionierem indywidualnych serii Robina, Nightwinga (które pisał przez 70 wydań, a do których na krótko powrócił w numerze 101 z 2005) i Batgirl, a także stworzył drużynę i komiks Birds of Prey. Poza tym stworzył Team 7 dla imprintu Image Comics WildStorm oraz Prophet dla Extreme Studios. Napisał wiele numerów Catwoman i Green Arrow, regularnie wydając około siedmiu tytułów miesięcznie w latach 1993-1998. W 1994 współtworzył crossover Batman-Spawn: War Devil z Dougiem Moenchem i Alanem Grantem. Tom Grummett i Chuck Dixon wspólnie stworzyli wydany w grudniu 1997 one-shot Secret Six jako część imprintu Tangent Comics.
W 2014 otrzymał nagrodę Inkpot Award.